# Datsun Model 11
Datsun Model 11 är en personbil som introducerades 1932 av den japanska biltillverkaren Nissan Motor Co. Ltd. Bilen utvecklades stegvis under 1930-talet fram till Datsun Model 17.

## Bakgrund
1931 hade DAT Motorcar Co. presenterat en prototyp till en småbil, starkt influerad av Austin 7. Huruvida dessa influenser kunde räknas som brottslig kopiering hann aldrig utredas före andra världskrigets utbrott. Bilen kallades Datson, som betyder DAT:s son. Motorn på 495 cm³ utnyttjade den japanska lagstiftningen som tillät att bilar med motorer under en halv liter fick framföras utan körkort. Under året byggdes cirka 10 exemplar kallade Model 10.

## Utveckling
1932 hade DAT Motorcar Co. köpts upp av Nissan. Namnet ändrades till Datsun och bilen började serieproduceras som Datsun Model 11.
1933 ändrades körkortslagen och Datsun Model 12 fick motorn förstorad till 747 cm³.
1934 kom Datsun Model 13 med ny och modernare kaross. Bilen byggdes nu även som lätt lastbil med flak eller skåp baktill.
1935 ersatte Datsun Model 14 med en något mindre men kraftigare motor på 722 cm³. Bilen hade även längre hjulbas på 198 cm.
Datsun Model 15 från 1936 fick ny och rymligare kaross och ännu en förlängd hjulbas på 201 cm. Motoreffekten ökade genom förhöjt kompressionsförhållande.
1937 ersatte Datsun Model 16. Bilen var näst intill identisk med föregångaren men kostnaderna för Japans krig med Kina gjorde sig påminda genom enklare material interiört.
Den sista utvecklingen Datsun Model 17 kom 1938. Den skiljde sig i stort sett bara genom en ny kylargrill. Tillverkningen av civila bilar upphörde i slutet av året.

## Motor
De tre motorvarianterna var samtliga fyrcylindriga radmotorer med sidventil och enkel förgasare.
| Modell      | Cylindervolym | Effekt   |
| ----------- | ------------- | -------- |
| Model 11    | 495 cm³       | 10 hk    |
| Model 12-13 | 747 cm³       | 12 hk    |
| Model 14-17 | 722 cm³       | 15-16 hk |